# Incursión española en La Goleta (1615)
La incursión española en La Goleta de diciembre de 1615 fue una ataque llevado a cabo por el alférez Francisco de Ribera y Medina de la Monarquía Hispánica contra La Goleta, puerto principal del Túnez otomano, conocido como un foco de la piratería berberisca. Actuando en nombre del virrey de Sicilia, Pedro Téllez-Girón, duque de Osuna, Ribera capturó múltiples barcos enemigos en inferioridad de fuerzas antes de escapar.
El ataque tenía precedentes relativamente cercanos, ya que Ribera había servido en una incursión anterior contra La Goleta al mando de Luis Fajardo en 1609, mientras que Osuna había ordenado una nueva operación en 1612, ambas con notable éxito.

## Trasfondo
Hallándose ocupada la corte con la guerra de sucesión de Montferrato, recayó sobre Osuna la tarea de vigilar a las armadas musulmanas. Sus navíos descubrieron en diciembre que los otomanos habían concentrado 70 galeras en Navarino, cerca de la Morea, por lo que Osuna movilizó la escuadra de Sicilia, al mando de Pedro de Gamboa y Leyva. Mientras sus espías capturaban dos corsarios berberiscos y hundían cuatro en sus costas, Osuna colocó a Leyva al mando de una flota combinada con Orden de Malta y el Gran Ducado de Toscana para auxiliar con armas y municionas a los maynotas, rebeldes cristianos contra los turcos en la Morea.
De camino Leyva apresó 11 caramuzales turcos y la galera del corsario Azán Mariol, que hostigaba Calabria. Rescató 150 galeotes cristianos e hizo 200 prisioneros musulmanes. Sin embargo, al ser alertados de la actividad de más berberiscos, el duque hizo zarpar de Sicilia al alférez Francisco de Ribera, al que se le había entregado el mando del galeón San Juan Bautista, de 36 cañones, primero de una flota privada de naves de vela que Osuna había comenzado a construir ese año. Le seguía una tartana, llevando entre ambos 100 soldados y 80 marineros.

## Batalla
Ribera avistó una nao sospechosa y, tras darle el alto, envió a 60 soldados en la tartana a registrarla. Mientras esto sucedía, aparecieron dos naos de Túnez, cada una de 300 hombres y 40-36 piezas de artillería, y acometieron al San Juan. Ribera les combatió con durante cinco horas, sin que los tunecinos se atrevieran a tratar de abordarle pese a su enorme superioridad numérica, hasta que los buques enemigos se retiraron a oscuras por la noche. Ribera retornó brevemente a Sicilia para reparar sus barcos en Trapani, y una vez a punto salió en su busca con dos galeones más de apoyo.
Ribera hizo dos presas por el camino y, enterándose de que los corsarios se habían refugiado en el puerto de la La Goleta, les persiguió hasta allí. Atacó el puerto con el San Juan y otro de los galeones que llevaba, dejando atrás el restante y la tartana para mayor desenvoltura. En el puerto estaban atracados no menos de 19 barcos corsarios, pero el ataque no les permitió reaccionar, y Ribera capturó cuatro buques de 18-20 piezas, uno de ellos la capitana de la Regencia de Argel, que se encontraba allí providencialmente. 37 turcos fueron abatidos en cubierta, y el resto de ellos saltaron al agua, donde muchos fueron también arcabuceados o se ahogaron, con la excepción de tres que fueron tomados de rehenes en su galeón. Con viento favorable, Ribera salió finalmente del puerto con las naves capturadas detrás mientras la artillería de tierra caía sobre ellos.
El San Juan había sufrido numerosos impactos, y uno de los buques capturados resultó tan dañado que se hundió sin remedio, pero Ribera regresó con todos los demás a Trapani, con sólo 30 heridos entre sus hombres y posiblemente 3 muertos. 19 prisioneros flamencos que los turcos mantenían en la sentina de las naves fueron liberados. De los barcos corsarios que quedaron en el puerto, muchos habían quedado demasiado dañados para perseguirles y por ello no hubo más acción.

## Posterioridad
La acción fue muy celebrada por el Duque de Osuna, que inmediatamente solicitó a la corte el ascenso de Ribera a capitán por las aptitudes que había demostrado, lo cual se se concedió más tarde. Irónicamente, la corte censuró la incursión por parecerle un acto de corso, que había sido específicamente prohibido en 1615 por cuestiones morales a pesar del éxito que Osuna obtenía con él. Luis Vélez de Guevara, en la obra enaltecedora que escribiría sobre Ribera y Osuna, El asombro de Turquía y valiente toledano, recordó la batalla con términos exaltados.

Tres mil vidas quitó de turcos fieros
que el agua guarnecían de turbantes;
ochocientos te ofrece prisioneros,
dos naves, treinta tiros arrogantes;
éstos su triunfos son, y los primeros,
que ofrece al mundo de su fama Atlante,
pues le concede el cielo tanta gloria,
de llegar a tus plantas con victoria.